# SN 2008P
SN 2008P – supernowa typu II odkryta 23 stycznia 2008 roku w galaktyce NGC 2550A. W momencie odkrycia miała maksymalną jasność 17,50m.